# Усть-Ага
Усть-Ага́ (рос. Усть-Ага) — село у складі Шилкинського району Забайкальського краю, Росія. Входить до складу Чиронського сільського поселення.

## Населення
Населення — 79 осіб (2010; 129 у 2002).
Національний склад (станом на 2002 рік):
- росіяни — 99 %